# Imre Németh
Imre Németh (Kassa, avui Košice, Eslovàquia, 23 de setembre de 1917 - Budapest, 18 d'agost de 1989) fou un atleta hongarès especialista en llançament de martell.
Participà en els Jocs Olímpics d'Estiu de 1948 celebrats a Londres (Regne Unit), on va aconseguir guanyar la medalla d'or amb un tir de 56.07 metres, i en els Jocs Olímpics d'Estiu de 1952 realitzats a Hèlsinki (Finlàndia), on va aconseguir guanyar la medalla de bronze.
Fou el pare del llançador de javelina i campió olímpic Miklós Németh.